# Parlamentsvalget i Grækenland september 2015
Parlamentsvalget i Grækenland september 2015 blev afholdt søndag den 20. september 2015, valget var blevet annonceret den 20. august af premierminister Alexis Tsipras. Der skulle vælges 300 pladser til Grækenlands parlament. Valget kom under et år efter seneste valg; den ordinære valgperiode udløb først i februar 2019. Valget er det fjerde græske parlamentsvalg indenfor 3,5 år.
Valgets vinder blev Alexis Tsipras og det siddende regeringsparti SYRIZA, som var seks mandater fra at have absolut flertal i parlamentet, derfor var SYRIZA i stand til at fortsætte sin koalitionsregering med det højreorienterede parti Uafhængige grækere.
Valgreglerne i Grækenland indebærer at 250 af de 300 mandater tildeles partierne efter deres stemmetal men det største parti får en bonus på 50 mandater. Spærregrænsen i Grækenland er 3%.
Valgdeltagelsen var usædvanlig lav på 56,6%, det laveste der nogensinde er registreret i et græsk valg siden genoprettelse af demokratiet i 1974.

## Valgresultater
| Parti                                               | Parti                               | Stemmer   | Stemmer | Stemmer | Mandater | Mandater |
| Parti                                               | Parti                               | Stemmer   | Procent | +/-     | Antal    | +/-      |
| --------------------------------------------------- | ----------------------------------- | --------- | ------- | ------- | -------- | -------- |
|                                                     | SYRIZA                              | 1.925.904 | 35,46   | -0,88   | 145      | -4       |
|                                                     | Nyt Demokrati                       | 1.526.205 | 28,10   | +0,29   | 75       | -1       |
|                                                     | Gyldent Daggry                      | 379.581   | 6,99    | +0,71   | 18       | +1       |
|                                                     | Demokratisk Koalition (PASOK-DIMAR) | 341.390   | 6,28    | +1,12   | 17       | +4       |
|                                                     | Grækenlands Kommunistiske Parti     | 301.632   | 5,55    | +0,08   | 15       | +0       |
|                                                     | To Potami                           | 222.166   | 4,09    | -1,96   | 11       | -6       |
|                                                     | Uafhængige grækere                  | 200.423   | 3.69    | -1,06   | 10       | -3       |
|                                                     | Unionen af Centrister               | 186.457   | 3,43    | +1,64   | 9        | +9       |
| Totalt                                              | Totalt                              | 5.431.850 | 100     | -       | 300      | +0       |
| Gyldige stemmer                                     | Gyldige stemmer                     | 5.431.850 | 97,58   | -0,06   |          |          |
| Ugyldige stemmer                                    | Ugyldige stemmer                    | 70.061    | 1,26    | -0,55   |          |          |
| Blanke stemmer                                      | Blanke stemmer                      | 64.384    | 1,16    | +0,61   |          |          |
| Valgdeltagelse                                      | Valgdeltagelse                      | 5.566.295 | 56,57   | -7,05   |          |          |
| Registrerede vælgere                                | Registrerede vælgere                | 9.840.525 |         |         |          |          |
| Notat: Kun valgte partier er inkluderet i tabellen. |                                     |           |         |         |          |          |